# Hendrik Liebers
Hendrik Liebers (* 18. Dezember 1975 in Karl-Marx Stadt) ist ein ehemaliger deutscher Fußballspieler.

## Karriere
Hendrik Liebers begann seine Profikarriere beim Chemnitzer FC in seiner Heimatstadt. Mit dem CFC gewann der linksfüßige Mittelfeldakteur 1996 und 1997 den Sachsenpokal und stieg 1999 die die 2. Bundesliga auf. Im selben Jahr wechselte er in die 2. Mannschaft von Bayer 04 Leverkusen.
Nach einem Jahr bei Leverkusen wechselte er 2000 zum Zweitligisten MSV Duisburg, bei dem er in zwei Jahren 30 Ligaspiele bestritt. Von Januar 2003 bis Juni 2004 spielte er für die SpVgg Unterhaching, mit der er im Sommer 2003 in die 2. Bundesliga aufstieg. Von Beginn der Saison 2004/05 bis zur Saison 2007/2008 war er beim FC Erzgebirge Aue unter Vertrag. In der Saison 2008/09 wechselte er zurück zu seinem Heimatverein Chemnitzer FC, bei dem er bis 2010 unter Vertrag stand. Danach schloss er sich dem FSV Grün Weiss Klaffenbach an, mit dem er in der Saison 2011/12 in der Kreisoberliga Chemnitz spielt.
Nach seiner aktiven Karriere als Profifußballer blieb er dem Fußball als Trainer treu. Er begleitete verschiedene Vereine aus seiner Heimatregion. Zum Beispiel den SV Olbernhau und den FC Stollberg.
Aktuell ist er beim FSV Grün-Weiß Klaffenbach als Co-Trainer tätig. Mit den Grün-Weißen feierte er in der aktuellen Saison 2018/2019 bereits 5 Spieltage vor dem regulären Saisonende die Meisterschaft in der Kreisoberliga Chemnitz. Gemeinsam mit seinem Trainerkollegen und langjährigem Freund Sven Neumann bereitete er so der Mannschaft den Aufstieg in die Landeskasse West. Nach dieser erfolgreichen Saison als Co-Trainer in Klaffenbach wird er seine Trainerkarriere unterbrechen. Wo er seine Karriere fortsetzt ließ er bisher offen.

### Erfolge
- Sachsenpokalsieger 1996 und 1997 (mit dem Chemnitzer FC)
- Aufstieg in die 2. Bundesliga mit dem Chemnitzer FC 1999
- Aufstieg in die 2. Bundesliga mit der SpVgg Unterhaching 2003
- Futsal Hallenkreismeister im Kreis Chemnitz als Co-Trainer des FSV Grün-Weiß Klaffenbach 2018
- Aufstieg in die sächsische Landesklasse West als Co-Trainer des FSV Grün-Weiß Klaffenbach 2019